# Gösta Nilsson (industriman)
Gösta Halvar Nilsson, född 18 februari 1912 i Jonstorps församling, död 12 april 1991 i Estuna församling, var en svensk företagsledare som var VD för Scania-Vabis 1953–1969. Han var svärson till vice talman Per Nilsson i Bonarp.
Gösta Nilsson tog examen vid KTH 1936 och gjorde sedan karriär inom Vattenfall. Han blev kraftverksdirektör för Älvkarleby kraftverk 1946–1948 och överdirektör i Vattenfall 1948–1953. Vid Scania-Vabis blev han 1953 verkställande direktör och ledde företaget genom en expansiv period och internationalisering. Han utsågs till vice ordförande i Saab-Scania 1969 och var ordförande 1980–1983. Han hade flera externa styrelseuppdrag, bland annat Stockholms handelskammare (1956–1970) och Tysk-svenska handelskammaren (1961–1979).